# Цунди-Шабдухский сельсовет
Сельсовет Цунди-Шабдухский — муниципальное образование со статусом сельского поселения и административно-территориальная единица (Шабдухский сельсовет) в Гумбетовском районе Дагестана Российской Федерации.
Административный центр — село Шабдух.

## Население
| 2002 | 2010 | 2012 | 2013 | 2014 | 2015 | 2016 |
| ---- | ---- | ---- | ---- | ---- | ---- | ---- |
| 696  | ↘671 | ↘639 | ↘633 | ↘629 | ↘626 | ↗636 |
| 2017 | 2018 | 2019 | 2020 | 2021 | 2023 | 2024 |
| ↘627 | ↗633 | ↘623 | ↗630 | ↘593 | ↘589 | ↘584 |

## Состав
| № | Населённый пункт | Тип населённого пункта       | Население |
| - | ---------------- | ---------------------------- | --------- |
| 1 | Ичичали          | село                         | ↘146      |
| 2 | Цунди            | село                         | ↗157      |
| 3 | Шабдух           | село, административный центр | ↘290      |